# Färgstick

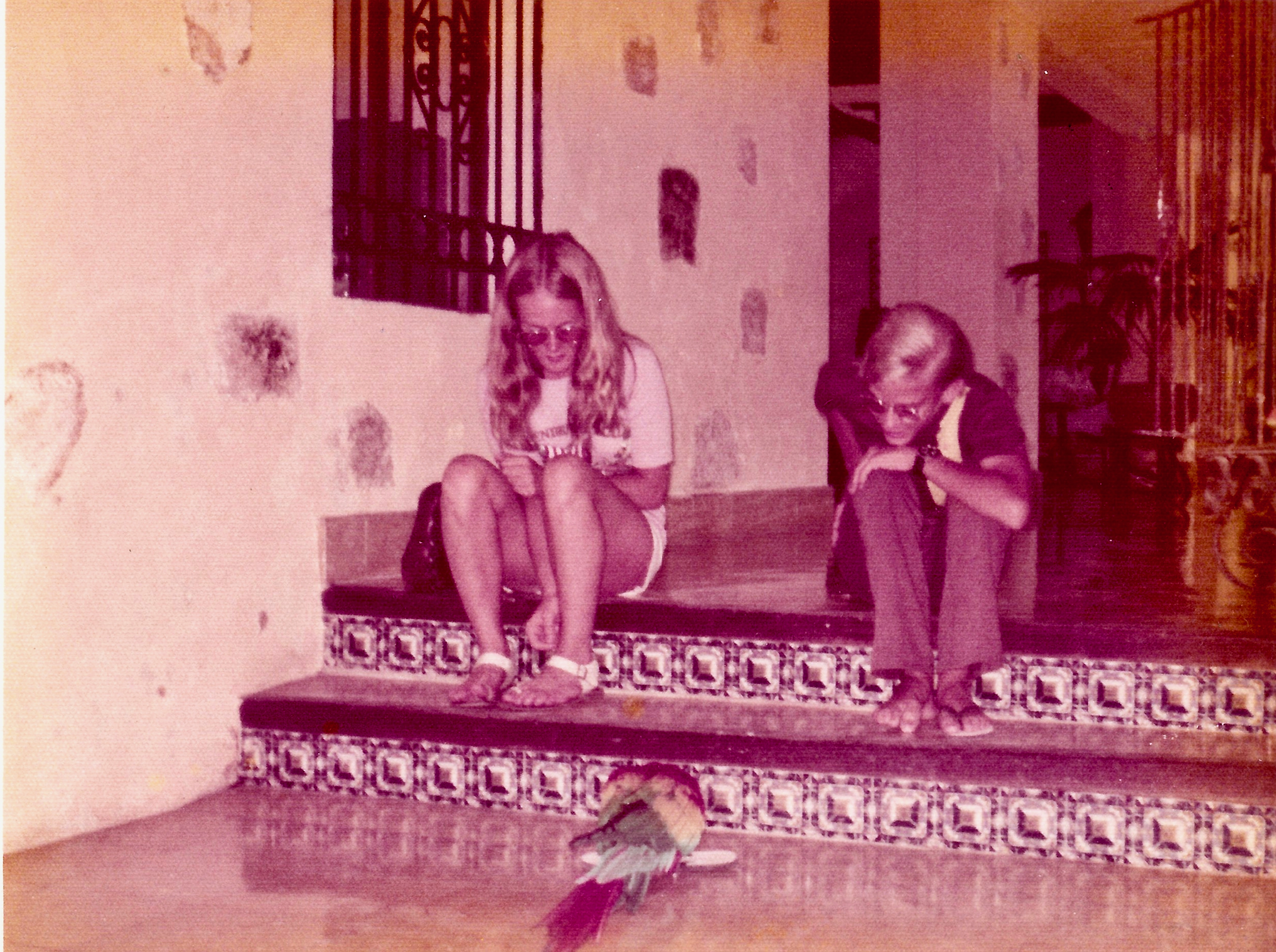
Foto från 1973 som genom åren fått ett magentastick.

Färgstick är när en färg har fått ett större genomslag än övriga på en bild. Detta kan uppkomma på såväl tryckta som på digitala bilder. Även papperskopior av fotografier som åldrats får normalt ett färgstick. Beroende på vilken färg det är som dominerar benämner man det grönstick, magentastick och så vidare.
Det mänskliga ögat har lättare för att se färgstick i hudtoner, himlar och grönska eftersom vi vet hur dessa färger ska se ut.
Inom fotografering kan färgstick även användas medvetet för att skapa en speciell känsla i en bild, till exempel en känsla av värme eller kyla.